# Plauci Quintil (cònsol any 177)
Plauci Quintil (en llatí Marcus Peducaeus Plautius Quintillus), va ser un magistrat romà del segle ii. Era fill de Plauci Quintil, cònsol l'any 159.
Va ser nomenat cònsol l'any 177 juntament amb Còmmode, l'any en què aquest emperador va començar a governar junt amb el seu pare Marc Aureli. Aquest consolat està mencionat als Fasti.